# Tarbaleus inflatus
Tarbaleus inflatus is een rechtvleugelig insect uit de familie Dericorythidae. De wetenschappelijke naam van deze soort is voor het eerst geldig gepubliceerd in 1932 door Willemse.